# Villotte
Villotte é uma comuna francesa na região administrativa de Grande Leste, no departamento de Vosges. Estende-se por uma área de 8,21 km². Em 2010 a comuna tinha 154 habitantes (densidade: 18,8 hab./km²).